# David VIII de Georgia
David VIII (en georgiano: დავით VIII) (1273-1311), de la  dinastía Bagrationi, fue rey de Georgia en 1292-1302 y 1308-1311.
Hijo mayor de Demetrio II de Georgia y de su esposa Megale Komnena, de Trebisonda, fue nombrado por el gobernante del Ilkanato Gaikhatu rey de Georgia como recompensa por los servicios prestados durante la revuelta rümeliana de 1293. Sucedió a su primo Vakhtang II, y su gobierno se extendió sólo sobre la parte oriental del reino, ya que Georgia occidental estaba bajo el control del reino de Imericia gobernado por la dinastía Bagrationi desde 1259.
En 1295, apoyó a Baidu Khan en un conflicto interno con el Ilkanato. No obstante, Baidu fue asesinado y Ghazan se convirtió en el nuevo kan. Ghazan ordenó al rey georgiano que viajara a su capital Tabriz. Recordando el destino de su padre, que en un viaje similar había sido decapitado, David se negó a obedecer y comenzó a prepararse para la guerra. Ghazan Kan respondió enviando una expedición de castigo, y saqueando el país. Apoyado por los mongoles, los osetios aprovecharon para atacar la provincia de Shida Kartli y ocuparon la garganta del Liakhvi. David se atrincheró en las montañas Mtiuleti y derrotó a un gran ejército mongol en una desesperada guerra de guerrillas en Tsikare. Entonces, el Khan le declaró depuesto y nombró rey a su hermano menor Jorge V, en 1299.
Aunque reforzado por los mongoles, el poder de Jorge no se extendió fuera de la capital Tbilisi, y el Kan le reemplazó por otro hermano, Vakhtang III, en 1302. El nuevo rey dirigió un ejército mongol contra David, pero no pudo penetrar profundamente en las montañosas provincias ocupadas por los rebeldes y negoció una tregua. David fue reconocido como soberano conjunto con su hermano y recibió el principado de Alastani en la provincia meridional de Yavajeti. Entabló relaciones amistosas con los mamelucos egipcios, rivales tradicionales del Ilkanato, y, con la mediación de  Bizancio, consiguió la devolución del monasterio de la Cruz de Jerusalén a la Iglesias ortodoxa georgiana en 1305.
David estuvo casado dos veces: primero, con la princesa mongola Oljath, y, después, con una hija del noble georgiano Hamada Surameli. Fue sucedido por su hijo Jorge VI el menor en 1311.

## Numismática
Dos tipos de monedas emitidas con nombre de David sobreviven, en plata y cobre, acuñadas en 1297 y 1310, respectivamente. El vacío entre estos dos periodos está llenado con las emisiones del hermano de David Vakhtang III.